# أهل الراية 2 (مسلسل)
أهل الراية الجزء الثاني بعنوان (شهامة الكبار) إخراج سيف الدين سبيعي وقصة وسيناريو وحوار أحمد حامد يتحدث حول الشام في عام 1900 عرض المسلسل في رمضان 2010 على عدة قنوات عربية.

## قصة الجزء الثاني
تعلقت القلوب بمصير رضا الحر وقطر الندى وانتهى الجزء الأول بزواجهما ولكن الجزء الثاني يحمل من الأحداث ما يعكر هذا الزواج، حيث يقرر أبو الحسن التفرغ لتربية وتعليم ولديه الحسن وأحمد والارفض عن الزواج.
وحين تخرج دلال من البيمارسـتان بعد التأكد من أنها عادت إلى رشدها وتعافت من اللوثة التي أصابت عقلها تجد أبو الحسن قد أخذ ولدها أحمد فتطالب دلال بولدها لتلاقي رفض أبوالحسن بشكل قاطع ويقدم المبررات بالرغم من تدخل الشيخ طه والمختارأبوهاشم.
وتبدأ الشجارات بينها وبين شقيقها وفهمية زوجة شقيقها زكريا وتتدخل الوجاهات أكثر من مرة فيكون الحل خروج زكريا وزوجته وولده محمد من البيت والسكن في بيت يملكه أبوالحسن.
ويُترك بيت زكريا لدلال ويجلب لها أهل الحي ماكينات خياطة لتعليم بنات الحارة عساها أن تعقل وتنسى ولدها، فتحزن دلال وتحقد على الجميع لعدم مساندتهم لها في عودة ولدها لحضنها..
ومن بين البنات اللواتي يأتين لتعلم كار الخياطة«ملكه» ابنة دياب الذي قتل على يدي زكريا لإتهامه قطر الندى بالزنا.
وحين تعلم دلال بذلك تتقرب من ملكه ومن والدتها وشيئاً فشيئاً تقنع دلال زوجة دياب بأن أبوالحسن هو من كان وراء مقتل دياب وتدفعها للانتقام منه وتساعدها بكل الوسائل.
وتنال دلال من أبوالحسن وأهالي الحارة عن طريق ولدي دياب الذين يقومان بخلخلة أمن واستقرار الحارة ودب الذعر في نفوس الأهالي.
وحين يصل إلى الحارة فرمان عسكر تنتشر الفوضى ويتطوع رضا للذهاب للأخذ عسكر والدفاع عن الأمة والشام رغم أنه وحيد ولايشمله الفرمان وذلك من أجل شحذ همم شبان الحارة الباقين.
وفي المعسكر يقوم رضا بقتل «بكباشي» ظالم دفاعاً عن جندي مظلوم ويحكم عليه بالأعدام ويُساق إلى سجن الأناضول.
وحين يصل الخبر للحاره تعم الحزن كافة الأهالي وتزداد هموم أبوالحسن مع مواصلة دلال أفعالها الشريرة.. ويزداد غيظ دلال عندما تعلم بأن أبوالحسن ينوي الزواج من امرأة جميلة «عناية» شاهدها صدفة فتخطط لقتلها.
وبالفعل تقوم دلال بدعوة عناية وأهلها على الغداء وتسمم الطعام. لكن الصدفة تجلب زكريا ويدخل لبيت المونة وهي مشغولة مع زبوناتها ويأكل من الطعام ويموت فتجن دلال وتسوح في الأزقة وهي تردد«ياأهل الراية الله يجيركن من يلي جايه».
وحين يزور سجن الأناضول قائم مقام وأبنته نورايه، في جولة تفقدية للاطمئنان على أحوال المساجين يقف رضا بشجاعة ويروي عن الظلم الذي تعرض لها فتتأثر به نورآيه وتقرر مساعدته، وبعد عدة محاولات تقنع نور آيه والدها والصدرالأعظم ليصدروا عفواً بحقه ولكنه يرفض الخروج من السجن دون رفاقه الذين قد ظلموا معه.
وتُتابع قضية رفاقه ويتم العفو عن رضا ورفاقه، بعد أن ظن أهله انه قد مات، ويعود رضا ورفاقه لبلادهم ومحبيهم.

## الممثلون
- جمال سليمان بدور الزعيم أبو الحسن
- كاريس بشار بدور دلال
- قصي خولي بدور رضا الحر
- تاج حيدر بدور قطر الندى
- صباح الجزائري أم رضا
- زهير عبد الكريم بدور الشيخ طه
- أيمن رضا بدور زكريا

و النجمة
- سلافة معمار بدور عناية

بطولة
- محمد خير الجراح بدور عبدو المخللاتي
- محمد حداقي بدور زيدان
- خالد القيش
- ميرنا شلفون
- مأمون الفرخ بدور صبري
- أحمد خليفة
- نوار بلبل بدور حدو
- علاء قاسم
- محمد خاوندي بدور أبو صخر
- وفاء العبد الله ام نايف
- محمد قنوع
- يحيى بيازي
- هبة نور
- عامر سبيعي بدور الباشويش عمر
- فادي الشامي بدور سعدي
- معن عبد الحق بدور عبود
- رامز عطا الله
- أسامة السيد يوسف
- عروة العربي
- محمد رياض
- جمال العليي شغيل البايكه
- مروة الأطرش
- ميشيل نعمة
- جوزيف ناشف
- نبيل حلواني
- فاديا حرفوش
- هديل اللحاح
- ريما الحفار
- إسماعيل مداح
- حمادة أبو عساف
- رائد مشرف بدور برهوم
- رائفة الرز
- علاء بدر
- عبد الرحمن قويدر
- مازن البني
- زكي كورديللو
- طارق الشيخ
- جورج بانرو

بالأشتراك مع
- الفنانة القديرة ضحى الدبس
- ناهد الحلبي
- أميمة طاهر
- نزار أبو حجر
- سليم شريقي بدور عزو وغيرهم

ضيوف الحلقات
- شكران مرتجى بدور فهمية
- علي كريم بدور أبو ياسر
- هالة حسني بدور أم سعيد
- نبال الجزائري بدور آسيا
- أحمد رافع بدور أبو سعيد
- رباب كنعان بدور وصال خانم

فنان الشعب 

رفيق سبيعي بدور المختار أبو اليسر 

و الفنان سيف الدين سبيعي 
مونتاج مازن السعدي